# Хочинский, Юрий Александрович
Юрий Александрович Хочинский (Юда Ошерович; 1924—1948) — советский эстрадный певец, популярный в конце 1940-х годов. Исполнял такие известные песни, как «Помнишь», «Часы бегут вперёд», «Девушка и Капитан» («Море Голубое»), «Девушки-подруги», «Лучше нашей Тани» и другие.

## Биография
Родился в 1924 году. С 1945 года был солистом эстрадного оркестра Ленинградского радиокомитета под управлением Николая Минха, много гастролировал по СССР. Солировал на радио, записывался на пластинки. От большого количества выступлений у певца часто болело горло. Врачи предлагали сделать ему перерыв в выступлениях, но Хочинский не соглашался. Один из врачей высказал опасение, что у Хочинского рак горла (хотя в действительности его не было). С этого момента мысли о болезни горла не давали певцу покоя, он стал подавленным, замкнутым и раздражительным.
В августе 1948 году оркестр был на гастролях в Ереване, выступление Хочинского прошло успешно, его неоднократно вызывали на бис. Когда занавес закрылся, Хочинский ушёл в свою гримёрную и повесился. Ему было двадцать четыре года.
Похоронен на Тохмахском кладбище в Ереване.

### Семья
Был женат на ведущей артистке Ленинградского ТЮЗа Людмиле Красиковой. Сын — Александр Хочинский.